# 11379 Флобер
11379 Флобер (11379 Flaubert) — астероїд головного поясу, відкритий 21 вересня 1998 року.
Тіссеранів параметр щодо Юпітера — 3,357.
Названо на честь французького письменника Гюстава Флобера.